# 沙佩勒迪安
沙佩勒迪安（法語：Chapelle-d'Huin，法語發音：[ʃapɛl dɥɛ̃]）是法国杜省的一个市镇，位于该省南部偏西，属于蓬塔利耶区。

## 地理
沙佩勒迪安（46°55'57"N, 6°10'1"E）面积23.71 平方千米，位于法国勃艮第-弗朗什-孔泰大區杜省，该省份为法国东部内陆省份，北起上索恩省，西接汝拉省，东部及东南部与瑞士接壤，东北部与贝尔福地区省接壤。
与沙佩勒迪安接壤的市镇（或旧市镇、城区）包括：塞方丹、拉里维耶尔德吕容、巴南、沙富瓦、布雅耶、栋皮埃尔莱蒂约勒、比勒、勒维耶、瓦勒迪西耶。

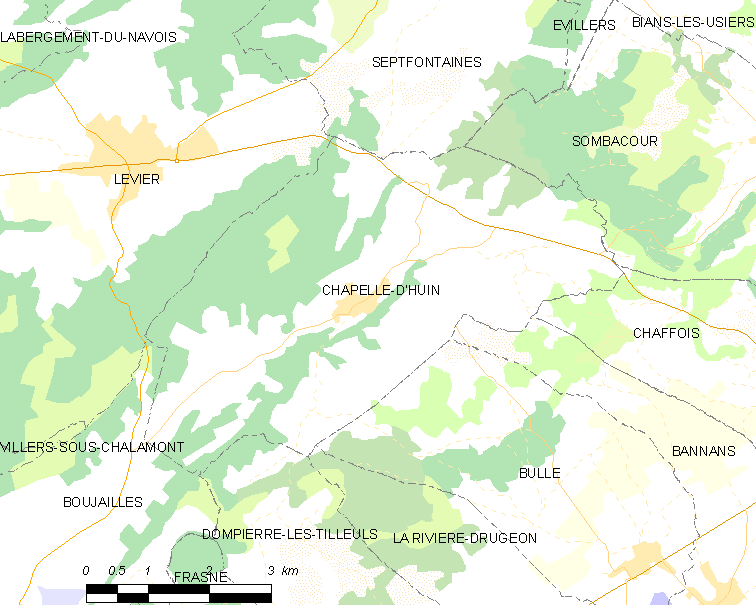
沙佩勒迪安的OSM定位图

沙佩勒迪安的时区为UTC+01:00、UTC+02:00（夏令时）。

## 行政
沙佩勒迪安的邮政编码为25270，INSEE市镇编码为25122。

## 政治
沙佩勒迪安所属的省级选区为弗拉讷县。

## 人口

1962-2008年间沙佩勒迪安人口变化图示

沙佩勒迪安于2022年1月1日时的人口数量为534人。